# Кён, Филипп
Фили́пп Франсуа́ Кён (нем. Philipp François Köhn; родился 2 апреля 1998 года, Динслакен, Германия) — швейцарско-немецкий футболист, вратарь французского клуба «Монако» и сборной Швейцарии.

## Клубная карьера
Филипп Кён является воспитанником «Динслакен 09», «Дуйсбург», «Шальке 04», «Штутгарт». Из стана последних перешёл в «РБ Лейпциг». Не сыграв за клуб ни матча, перешёл в «Ред Булл Зальцбург». 25 июля 2018 года получил травму колена и выбыл на месяц. За Лиферинг дебютировал в матче против «Амштеттена», где отстоял свои ворота насухо. 1 марта сломал лодыжку и выбыл на 184 дня.
29 июля 2020 года ушёл в аренду в «Виль». За клуб дебютировал в матче против «Арау». Свой первый матч на ноль сыграл против «Лозанна Уши». Всего за клуб сыграл 33 матча, где пропустил 41 мяч и сделал 7 сухарей. За «Ред Булл Зальцбург» дебютировал в матче против «Рида». Свой первый матч на ноль сыграл против «Аустрии (Вена)». 20 мая случился рецидив травмы колена, из-за которого он пропустил 41 дней.

## Карьера в сборной
За молодёжные сборные Германии сыграл 10 матчей, где пропустил 16 мячей. За сборную Швейцарии до 21 года попал в заявку на молодёжный чемпионат Европы, где не сыграл ни матча. За молодёжные сборные Швейцарии сыграл 13 матчей. Вызывался в сборную Швейцарии на матчи против Италии и Болгарии, а также на чемпионат мира 2022.

## Достижения
- Чемпион Австрии: 2021/22, 2022/23
- Обладатель Кубка Австрии: 2021/22